# Омар Ларроса
Омар Ларроса (ісп. Omar Larrosa; нар. 18 листопада 1947, Ланус) — аргентинський футболіст, що грав на позиції півзахисника.
Виступав, зокрема, за клуб «Індепендьєнте» (Авельянеда), а також національну збірну Аргентини. Чотириразовий чемпіон Аргентини. У складі збірної — чемпіон світу.

## Клубна кар'єра
У дорослому футболі дебютував 1967 року виступами за команду «Бока Хуніорс», але основним гравцем не став, взявши участь у 9 матчах чемпіонату. Через це у 1969 році покинув клуб і виступав за «Архентінос Хуніорс». Команда вилетіла з вищого дивізіону, але Ларроса був найкращим гравцем клубу, через що керівництво «Боки» повернуло його до себе. У 1970 році Омар виграв свій перший кар'єрний успіх — національний чемпіонат, незважаючи на те, що він майже не з'являвся на полі.

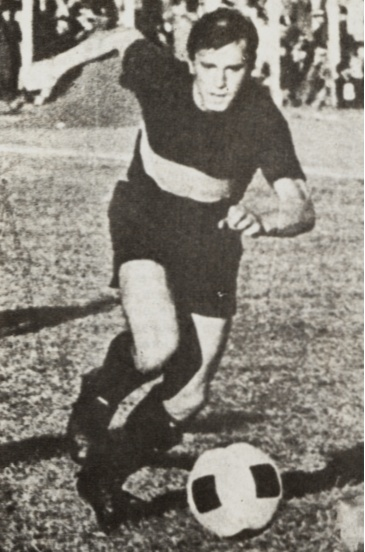
Омар Ларроса у складі «Бока Хуніорс»

У 1971 році Омар поїхав до Гватемали, де виступав за клуб «Коммунікасьйонес».
У 1972 році Ларроса став гравцем «Уракана», і за 5 років виступів провів у чемпіонаті 228 матчів, забивши 42 м'ячі. В 1973 році з клубом він виграв чемпіонат Аргентини, а в 1975 та 1976 роках ставав другим.
Своєю грою за останню команду привернув увагу представників тренерського штабу клубу «Індепендьєнте» (Авельянеда), до складу якого приєднався 1977 року. Відіграв за команду з Авельянеди наступні три сезони своєї ігрової кар'єри. Більшість часу, проведеного у складі «Індепендьєнте», був основним гравцем команди, вигравши з командою ще два національних чемпіонства.
1980 року Ларроса недовго захищав кольори клубу «Велес Сарсфілд», а завершив професійну ігрову кар'єру у клубі «Сан-Лоренсо». Сезон 1981 року виявився катастрофічним для «Сан-Лоренсо», яке вперше в історії покинуло Перший дивізіон, що призвело до виходу Омара на пенсію у 34-річному віці.
З 2010 року працює асистентом головного тренера в «Бока Хуніорс».

## Виступи за збірну
1977 року дебютував в офіційних матчах у складі національної збірної Аргентини. Наступного року у складі збірної був учасником чемпіонату світу 1978 року в Аргентині, здобувши того року титул чемпіона світу. На турнірі зіграв у півфіналі і фіналі.
Протягом кар'єри у національній команді, яка тривала 2 роки, провів у формі головної команди країни 11 матчів.

## Титули і досягнення
- Чемпіон Аргентини (4):

«Бока Хуніорс»: Насьйональ 1970
«Уракан»: Метрополітано 1973
«Індепендьєнте»: Насьйональ 1977, Насьйональ 1978
- Чемпіон світу (1):

Аргентина: 1978